# Scandiumbromid
Scandiumbromid ist eine anorganische chemische Verbindung des Scandiums aus der Gruppe der Bromide.

## Gewinnung und Darstellung
Scandiumbromid kann durch direkt durch Reaktion von Scandium mit Brom gewonnen werden.
{\displaystyle \mathrm {2\ Sc+3\ Br_{2}\longrightarrow 2\ ScBr_{3}} }
Das Scandiumbromid-Hydrat wird aus dem Oxid mittels Umsetzung mit Bromwasserstoffsäure gewonnen.:
{\displaystyle \mathrm {Sc_{2}O_{3}+6\ HBr+9\ H_{2}O\longrightarrow 2\ ScBr_{3}\cdot 6\ H_{2}O} }
Aus diesem kann wiederum durch Umsetzung mit einem Überschuss an Ammoniumbromid das wasserfreie Scandiumbromid gewonnen werden.
{\displaystyle \mathrm {ScBr_{3}\cdot n\ H_{2}O+m\ NH_{4}Br\longrightarrow 2\ ScBr_{3}+m\ NH_{3}+m\ HBr+n\ H_{2}O} }

## Eigenschaften
Scandiumbromid ist ein farbloser Feststoff, der löslich in Wasser ist. Er besitzt ein trigonales Kristallsystem entsprechend der von Bismuttriiodid mit der Raumgruppe R3 (Raumgruppen-Nr. 148).